# Stiphrosoma pectinatum
Stiphrosoma pectinatum är en tvåvingeart som beskrevs av Rohacek och Barber 2005. Stiphrosoma pectinatum ingår i släktet Stiphrosoma och familjen sumpflugor. Inga underarter finns listade i Catalogue of Life.